# Đường chéo chính
Trong đại số tuyến tính, đường chéo chính của một ma trận {\displaystyle A} bao gồm các phần tử {\displaystyle A_{i,j}} với {\displaystyle i=j}. Mọi phần tử không nằm trên đường chéo chính của một ma trận đường chéo đều bằng 0. Ba ma trận sau đây đều có đường chéo chính được biểu thị bởi các số 1 màu đỏ:
{\displaystyle {\begin{bmatrix}\color {red}{1}&0&0\\0&\color {red}{1}&0\\0&0&\color {red}{1}\end{bmatrix}}\qquad {\begin{bmatrix}\color {red}{1}&0&0&0\\0&\color {red}{1}&0&0\\0&0&\color {red}{1}&0\end{bmatrix}}\qquad {\begin{bmatrix}\color {red}{1}&0&0\\0&\color {red}{1}&0\\0&0&\color {red}{1}\\0&0&0\end{bmatrix}}}

## Đường chéo phụ
Đường chéo phụ của một ma trận vuông {\displaystyle B} với cấp {\displaystyle N} gồm các phần tử {\displaystyle B_{i,j}} sao cho {\displaystyle i+j=N-1} với mọi {\displaystyle 1\leq i,j\leq N}. Tức là, nó là đường chéo chạy từ góc phía trên cùng bên phải xuống góc phía dưới cùng bên trái:
{\displaystyle {\begin{bmatrix}0&0&\color {red}{1}\\0&\color {red}{1}&0\\\color {red}{1}&0&0\end{bmatrix}}}